# Ascesa di Gengis Khan

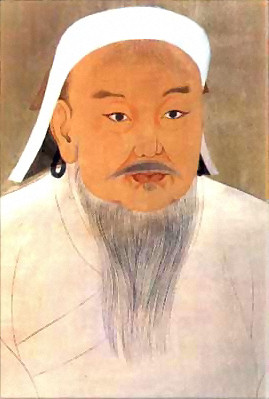
Pseudoritratto di Gengis Khan - Museo Nazionale di Taipei.

L'ascesa di Gengis Khan coinvolge gli eventi dalla nascita del condottiero mongolo Temüjin, nel 1162, fino al 1206, anno in cui il kuriltai, il concilio politico-militare dell'aristocrazia mongola, gli conferì il titolo di Gengis/Chinggis Khan (lett. "Sovrano Universale") del "Grande stato mongolo" (mo. Yekhe Mongol Ulus). Si trattò di anni formativi per il grande condottiero, durante i quali riuscì ad assoggettare tutti i popoli nomadi dell'Altopiano della Mongolia garantendosi la base di potere necessaria per l'attacco all'Impero cinese ed agli altri grandi potentati dell'Eurasia.

## Fonti
L'unico significativo resoconto mongolo sui primi decenni di vita e sull'operato militare e politico di Gengis Khan nel momento della sua ascesa è la Storia segreta dei mongoli (mo. Монголын Нууц Товчоо, Mongolyn Nuuc Tovčoo), la più antica opera letteraria in lingua mongola pervenuta fino ad oggi. Si tratta di un poema scritto da un autore anonimo per la famiglia reale mongola attorno al 1240 qualche anno dopo la morte di Gengis Khan (1227), probabilmente in caratteri mongoli. È detta "segreta" poiché era originariamente destinata alla sola famiglia reale. I testi sopravvissuti derivano tutti da trascrizioni in caratteri cinesi risalenti alla fine del XIV secolo e voluti dalla dinastia Ming (1368-1644) che aveva scacciato dalla Cina la dinastia Yuan fondatavi dal nipote di Gengis, Kublai Khan (r. 1260-1294). La versione cinese originale, da cui derivarono le varie traduzioni, era detta 元朝秘史S, Yuáncháo MìshǐP, lett. "Storia segreta della dinastia Yuan" ma viene anche citata come 脫必赤顏 / 脫卜赤顏S, Tuōbìchìyán / TuōbǔchìyánP all'interno del classico storico cinese Storia degli Yuan redatto sempre per volontà dei Ming.
L'attendibilità della Storia segreta quale fonte storica è ancora oggi disputata: es. è chiaro che la cronologia dell'opera è sospetta, con alcuni passaggi rimossi o modificati per una migliore narrazione. Tuttavia, essa è apprezzata da taluni storici perché l'anonimo autore è spesso critico nei confronti di Gengis Khan (es. non ne tace indecisioni né difetti, quali la cinofobia) e riporta eventi tabù come l'assassinio del suo fratellastro e il rapimento della prima moglie Börte.
Altra fonte era lo Altan Debter (mo. Алтан дэвтэр, Altan devter, letteralmente "Il libro d'oro"), parimenti una cronaca dei mongoli oggi purtroppo perduta. Anch'esso funse da base per il successivo sviluppo di un testo di lingua cinese, il Shengwu qizheng lu 聖武親征錄S, lett. "Le campagne di Gengis Khan", redatto al tempo di Kublai Khan ma oggi parimenti perduto, a sua volta utilizzato come fonte per la compilazione della Storia degli Yuan tanto quanto del Jami' al-tawarikh di Rashid al-Din Hamadani nel XIV secolo.

## Scenario

### I Mongoli prima di Gengis Khan

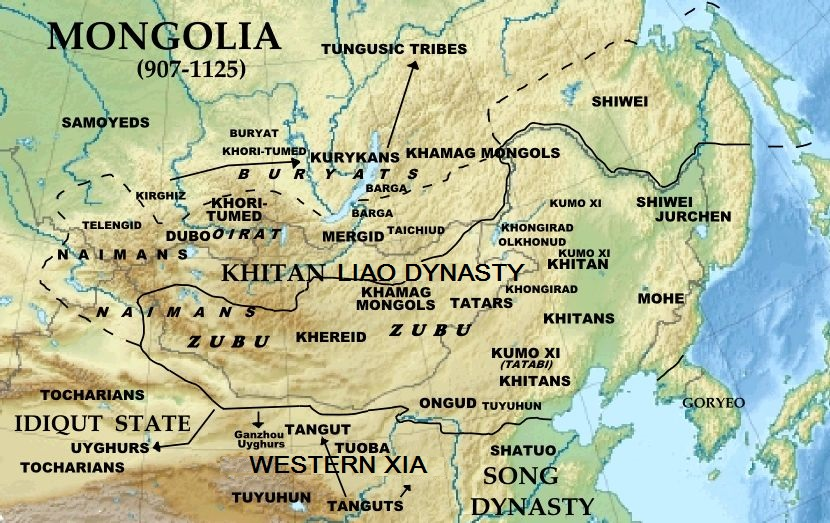
Le posizioni delle tribù mongole al tempo della Dinastia Liao (907-1125).

I mongoli apparvero per la prima volta nella storia cinese al tempo della dinastia Tang (618-907) e furono descritti come un ramo degli Shiwei (zh. 室韋T, 室韦S, ShìwéiP, Shih4-wei2W), vassalli prima del Khaganato turco (555-744) dei Göktürk (o "Turchi Celesti"), il grande impero nomade subentrato a quello degli scomparsi Xiongnu, e poi del Khaganato uiguro (744-840), parimenti turco. Gli Shiwei vissero tra i Monti Xiao Hinggan fino al X secolo, quando la componente mongola si trasferì sul fiume Argun' e divenne vassalla dei Kitai che avevano da poco fondato la dinastia Liao (907-1125), nelle regioni della Manciuria, della Mongolia e di parte della Cina del Nord al collasso dei Tang (907). I mongoli continuarono a spostarsi verso ovest fino a raggiungere i fiumi Onon e Hėrlėn, presso gli attuali confini tra Mongolia e Cina, nell'XI secolo.
La mitologia mongola li vuole discendenti da un lupo grigio-blu nato dal cielo (mo. Börte Cino) e da una daina fulva (mo. Qo'ai Maral) che traversarono insieme un lago, raggiunsero il Burhan Haldun, una vetta dei monti Hėntij, e vi generarono un maschio d'uomo, chiamato Bat Tsagan, antenato di tutti i mongoli. Nell'undicesima generazione del lignaggio di Bat Tsagan, Dobun Mergen sposò una giovane donna di nome Alan Gho'a del Khorilar che, dopo la sua morte, diede alla luce Bondodjar Mong, fondatore del clan Borjigin.
Il pronipote di Bondodjar Mong, Khaidu Khan, nell'XI secolo fu il primo Khaghan (lett. "imperatore") a «governare tutti i mongoli.» Non si trattava d'un impero ma di una confederazione tribale (mo. khanlig) a capo della quale di trovava un capo riconosciuto dai vari capi-tribù (mo. khan) e non un sovrano membro d'una dinastia. Oltre alla confederazione mongola (mo. Khamag Mongol), esistevano nell'Altopiano della Mongolia altre confederazioni di popoli uralo-altaici: i Kereiti (turchi), i Merkit (turchi o mongoli), i Naiman (mongoli) e i Tatari (turchi).
Il nipote di Khaidu Khan, Kabul Khan, fu invitato alla corte della dinastia Jīn, subentrata ai Liao nel controllo della Cina settentrionale, e, in uno scoppio di ubriachezza durante un banchetto, pizzicò la barba del celeste imperatore. Inizialmente, l'imperatore Jīn decise di lasciare impunito l'insulto ma cambiò idea e ordinò la cattura di Khabul. Gli inseguitori Jīn caddero in un'imboscata e furono uccisi e Khaidu morì poco dopo, privando i Jīn di ogni possibilità di vendetta. Dal 1135 al 1147, i mongoli fecero continuamente irruzione oltre i confini dei Jīn che inizialmente stipularono una tregua con i mongoli ma una ventina d'anni dopo aizzarono contro di loro i Tatari. Questi catturarono il nuovo khan mongolo, Ambaghai dei Tayichiud, con la scusa di fare la pace e lo consegnarono ai Jīn. Prima di essere catturato, Ambaghai riuscì a rimandare un messaggero ai suoi parenti, esortandoli a combattere i tatari fino alla morte. Ambaghai fu inchiodato a un asino di legno e lasciato morire.
(Lindsey Stephen Pow)
Intorno al periodo della cattura di Ambaghai (1150-1160?), il nipote di Khabul, Yesugei, rapì Hoelun, una fanciulla della tribù mongola degli Ongirrat nota per la sua bellezza e fertilità, da un Merkit di nome Chiledu. Partecipò a una serie d'incursioni del Khagan Hotula Khan († 1161) contro i tatari e, al suo ritorno, scoprì che la moglie gli aveva dato un figlio di nome Temüjin, il futuro Gengis Khan.

### I nomadi della steppa e l'Impero cinese: rapporti di potere

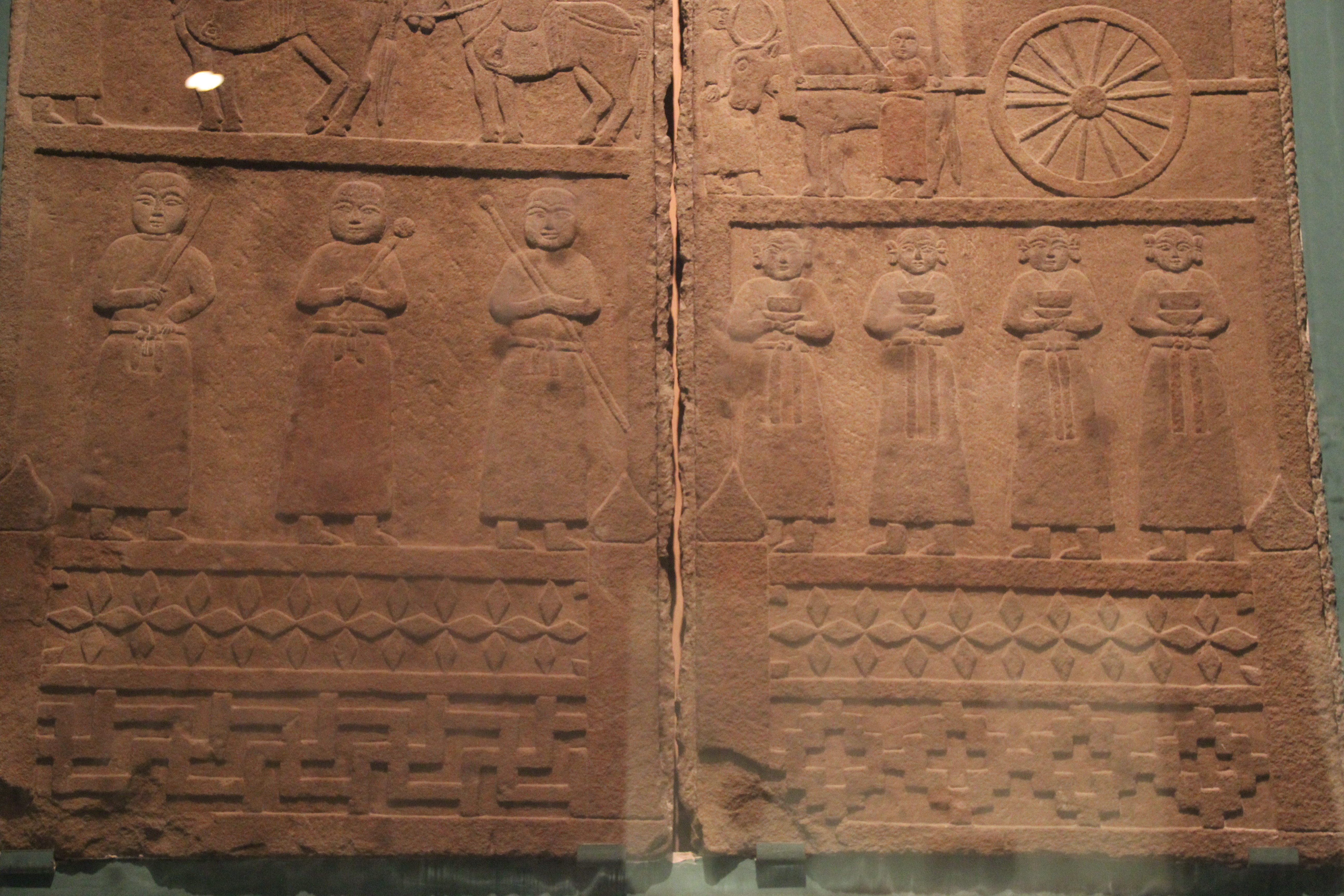
Rilievo da una tomba Kitai.

L'impero cinese aveva dovuto fronteggiare la minaccia delle popolazioni nomadi provenienti dalla steppa eurasiatica (turchi, tungusi e mongoli), brulicanti nell'Altopiano della Mongolia, sin dai tempi degli Xiongnu. La situazione s'era fatta critica ai tempi dei Tang, costretti a gestire prima i Göktürk (zh. 突厥S, TūjuéP, T'u-chüehW) e poi gli Uiguri (zh. 维吾尔S, Wéiwú'ěrP). Collassati i Tang, l'Impero Celeste s'era frammentato in una serie di compagini statali dai confini più circoscritti. Nella Cina del Nord, in particolare, le sistematiche incursioni dei nomadi avevano portato all'affermazione della dinastia Liao di etnia proto-mongola Kitai (907–1125) prima e della dinastia Jīn di etnia tungusa-Jurchen (1115–1234) poi.
La dinastia Jīn fu fondata nel 1115 dal khan delle tribù Jurchen Wányán Āgǔdǎ (zh. 完顏阿骨打) nella Manciuria settentrionale. Dieci anni dopo (1125), i Jīn sconfissero i Liao e li scacciarono dai loro domini, subentrandovi, per poi penetrare in Cina e (1127) saccheggiare Kaifeng, capitale della dinastia Song, di etnia Han (cinese), che si trincerò a sud del fiume Huai (1141, v.si Trattato di Shaoxing), mentre esuli kitai, guidati da Yelü Dashi (zh. 耶律大石S, Yēlǜ DàshíP, imperatore Dezong 德宗S, DézōngP, di Liao, r. 1124-1143), si rifugiarono nell'Asia Centrale dove fondarono l'impero di Kara Khitay.
Dopo la conquista della Cina del Nord, i Jīn assoggettarono la dinastia Xia occidentale dei tanguti, discendenti degli antichi Xianbei (zh. 鮮卑T, 鲜卑S, XiānbēiP, Hsien-peiW) turco-mongoli, contemporanei degli Xiongnu, che controllava il confine tra Tibet, Cina e Mongolia, cioè lo snodo nevralgico della via della seta, ed avviarono l'integrazione con gli Han ed i Kitai rimasti in loco, seppur con difficoltà. Nel frattempo, riscuotevano tributi dalle popolazioni della steppa ed incoraggiavano rivalità tra loro, come nel caso della contesa tra tatari e mongoli sopracitata, probabilmente motivata dal fatto che durante gli iniziali scontri tra i Liao e i Jīn, i Mongoli/Shiwei rimasero vassalli dei Kitai. Questa politica dei Jīn concorse anche se certo non generò alla frammentazione politica delle popolazioni della steppa che caratterizza il XII secolo: scomparsi i grandi imperi nomadi del passato, infatti, le steppe eurasiatiche erano ridotte ad un microcosmo di domini tribali, al massimo di confederazioni, come sopra osservato per l'Altopiano entro i cui confini convivevano, maldestramente, ben quattro distinte confederazioni.

### La macchina bellica "nomade"
Gli anni in oggetto furono anzitutto un'epoca di guerra semi-costante che assorbì il primo quarantennio di vita di Temüjin. La sua definitiva ascesa come Khagan di un Altopiano della Mongolia ormai assoggettato al suo volere sancisce, in quest'ottica, la sua affermazione quale miglior stratega di quel bacino geopolitico, un condottiero cioè ormai maestro in ogni sfaccettatura del bagaglio militare già impiegato da secoli, in Asia quanto in Europa, dai precedenti imperi nomadi della steppa, su tutti gli Unni e, soprattutto, gli Avari: l'uso preponderante (per non dire assoluto) delle forze di cavalleria e soprattutto degli arcieri a cavallo; la tradizione frugale; le tattiche mordi e fuggi; ecc.
Le guerre combattute da Temüjin nell'Altopiano furono infatti continui scontri di cavalleria, anche coinvolgenti decine di migliaia di effettivi, sia battaglie campali sia raid assimilabili alle Chevauchée che in quei medesimi anni venivano combattute nell'Europa medievale, preceduti o seguiti da inseguimenti, ritirate ed imboscate. Mancarono del tutto gli assedi, non ultimo per il semplice fatto che non esistevano nell'Altopiano vere e proprie città ma al massimo delle tendopoli, ed anche quanto le fonti riportano la presenza d'un manipolo di guerrieri asserragliati in una qualche fortificazione (solitamente eretta in precedenza da una popolazione stanziale) la situazione non fu risolta tramite la poliorcetica ma semplicemente con la lotta corpo a corpo.
Solo dopo il 1206, Gengis Khan avrebbe scritto nuove pagine nel manuale bellico delle steppe, ristrutturando il modus bellandi dei mongoli insieme alla loro società. Una caratteristica di quella che fu l'organizzazione militare dell'Impero mongolo si può però certamente riscontrare sin dai primi anni di operato di Temüjin: l'assorbimento entro i ranghi dell'armata delle popolazioni sconfitte o comunque sottomesse.

## Infanzia di Temüjin (1162-1177)
Temüjin nacaque nel 1162 da Yesügei, capo del clan Borjigin, e Hoelun della tribù Olkhonud. Durante i suoi primi anni di vita, Yesügei riuscì a divenire la personalità più eminente del Khamag Mongol seppur non ne fu riconosciuto Khagan, ed allacciò contatti con la confederazione dei Kereiti, divenendo fratello di sangue (mo. anda) del loro khan Toghrul. Nel 1171, Yesugei portò Temüjin a est attraverso il territorio tataro fino alla tribù Ongirrat, strettamente imparentata con la tribù Olkhonud di sua moglie, per organizzargli un matrimonio con una fanciulla di nome Börte. Temüjin fu lasciato con gli Ongirrat per impararne i modi, mentre Yesugei fu avvelenato dai tatari durante il viaggio di ritorno. Temüjin lasciò gli Ongirrat per ricongiungersi al padre ma arrivò troppo tardi per vederlo vivo. I seguaci di Yesugei si dispersero e Hoelun fu lasciata a prendersi cura dei suoi figli da sola. Li portò sui Monti Hėntij dove vissero come reietti nutrendosi di pesce e radici. Poco si sa della vita di Temüjin in quegli anni, salvo tre eventi critici: (i) Temüjin uccise il fratellastro Behter per avergli rubato un pesce; (ii) Temüjin fu imprigionato dai Tayichiud, visse in una gabbia per qualche tempo, e fuggì con l'aiuto di un membro della tribù di nome Suldus Shira; (iii) nel 1173 divenne anda di Jamuka del clan Jadaran (Jajirad) che vantava una contestata discendenza dai Borjigin.

## Le fondamenta del potere

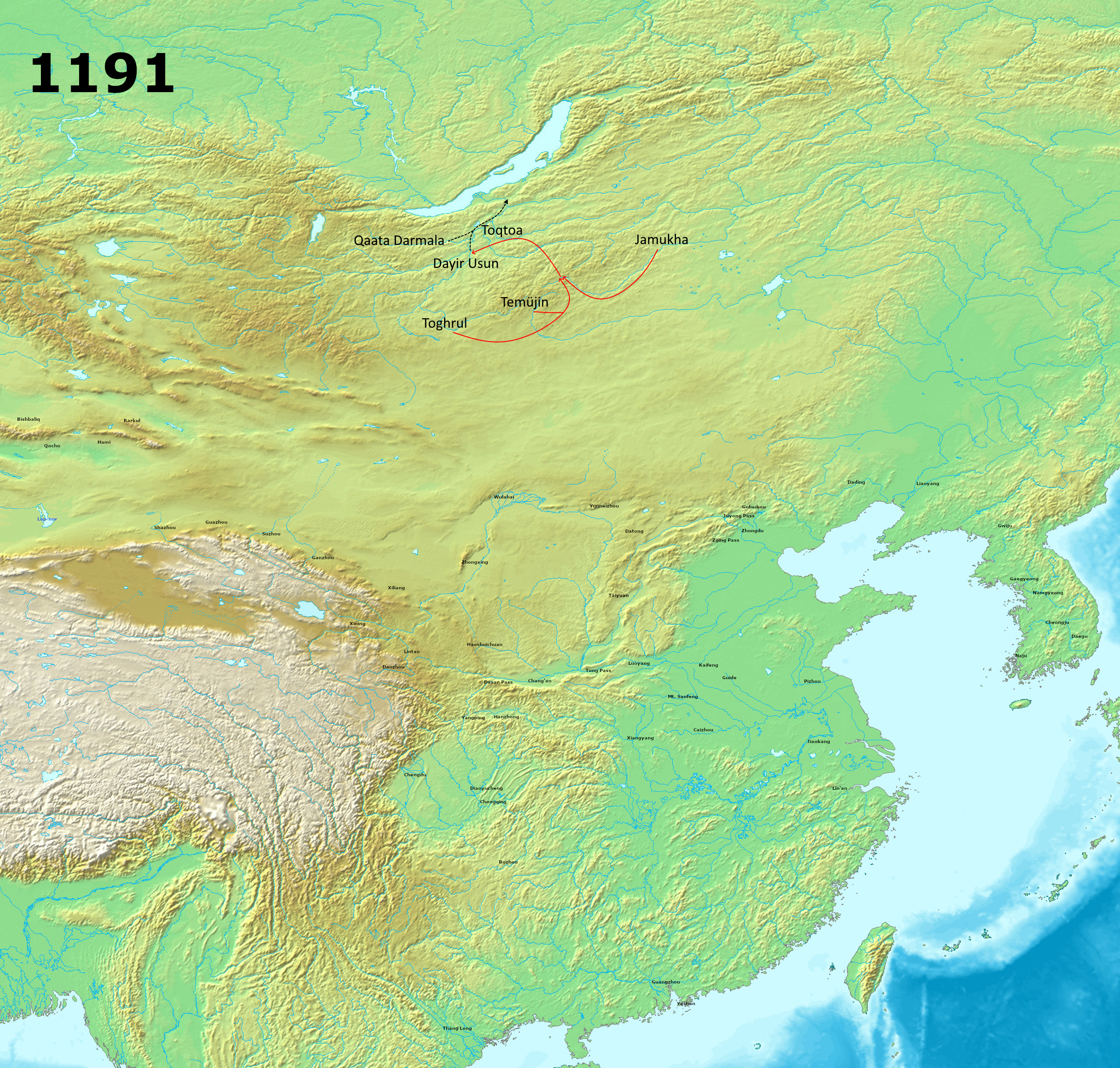
Temujin e alleati vs. i Merkit (1191)

### I primi anni comekhan(1177-1191)
Nel 1177, Temüjin tornò dagli Ongirrat e sposò Börte che fu rapita poco dopo da razziatori Merkit. Temüjin radunò 20.000 guerrieri e si avvalse dell'aiuto del suo anda Jamuka e di Toghrul Khan dei Kereiti, già anda di suo padre Yesügei. Non è chiaro come Börte sia stata restituita o se nel processo sia stata coinvolta un'azione militare. Una versione degli eventi afferma che le forze combinate sconfissero i Merkit e lei fu salvata insieme a molto bottino ma potrebbe trattarsi d'una narrazione composita basata su un'azione militare successiva. Börte partorì poco dopo e sebbene il bambino potesse essere figlio del suo recente marito Merkit, Temüjin lo riconobbe come suo e lo chiamò Joci.
Il periodo della vita di Temüjin dal 1177 al 1191 è nuovamente sconosciuto tranne il fatto che spesso combatté i Tayichiud, i Salji'ut, i Khadagin e i Tatari con risultati contrastanti. Uno dei clan che seguirono Temüjin alla fine se ne andò e fu sconfitto dai Tayichiud, dopodiché si unì a Jamuka. Durante il 1180 ci fu una siccità in Mongolia che aumentò il conflitto tra le tribù ma Temüjin svolse solo un ruolo limitato in questi affari.
L'unico dato certo di questi anni della vita di Temüjin è che iniziò a costruire la sua fortuna militare quale luogotenente di Toghrul Khan, mentre a sua volta radunava intorno a sé un manipolo di fedelissimi.

### Attacco ai Merkit (1191)
Il precedente attacco ai Merkit conclusosi con il salvataggio di Börte potrebbe essere stata una campagna separata avvenuta nel 1191 ed è stata confusa nelle fonti. Nel 1191, Jamuka, Temüjin, Toghrul e suo fratello Jakha Gambhu decisero di attaccare i Merkit. Tuttavia Temüjin e Toghrul erano in ritardo di tre giorni nell'area dell'appuntamento, il che fece arrabbiare molto Jamuka. Riunti, gli alleati, forti di 40.000 guerrieri, fecero una deviazione a est per attaccare il campo nemico da nord-est. Un pescatore li individuò ed avvertì i Merkit dell'imminente attacco ma questi non riuscirono a fare i preparativi necessari e si dispersero.

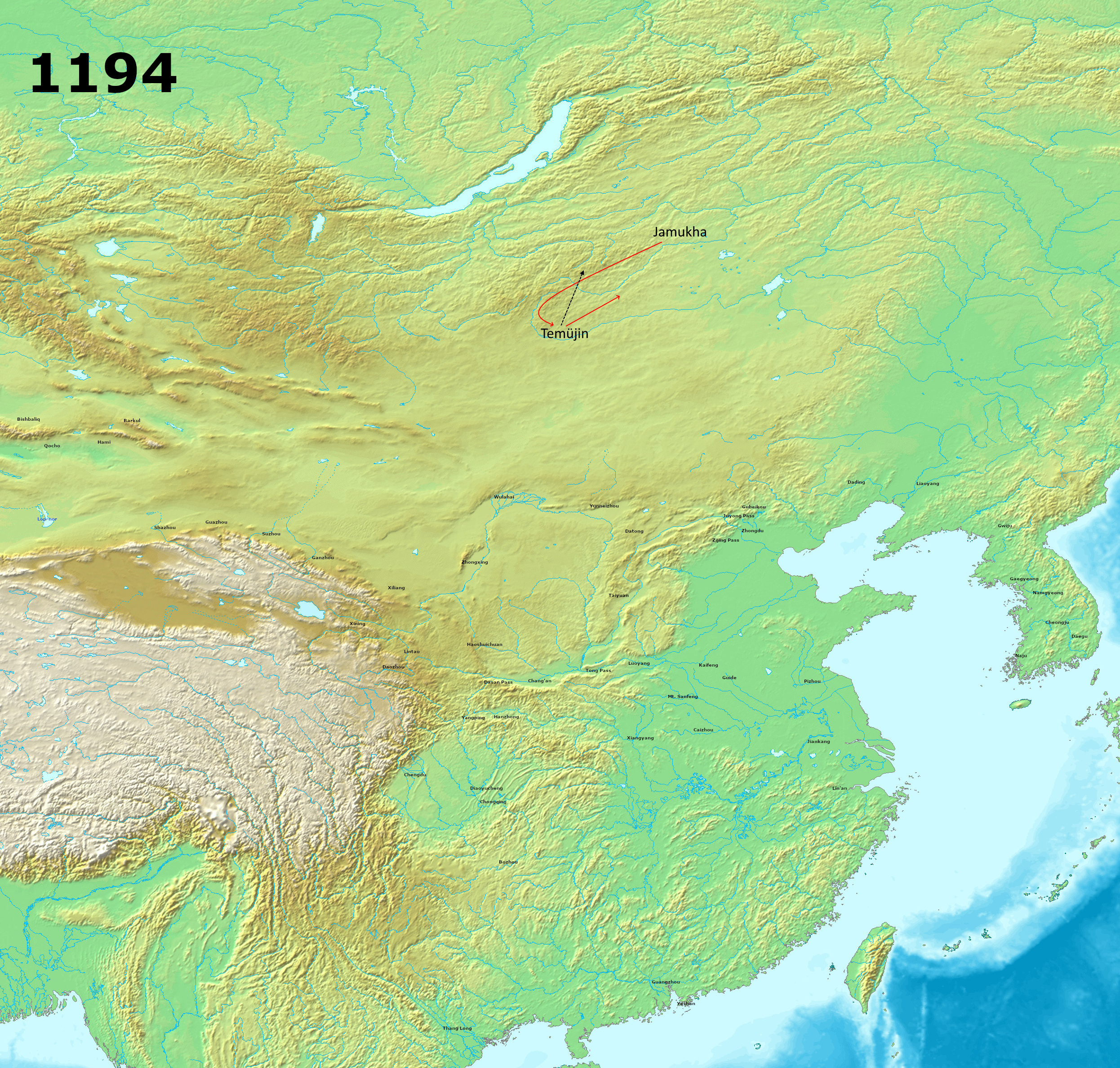
Temüjin vs Jamuka (1193-1194)

### Battaglia di Dalan Baljut (1193)
Temüjin e Jamuka rimasero insieme per un po' dopo la battaglia. Ad un certo punto, inviarono un'ambasciata ai Khadagin e ai Salji'ut per convincerli ad un'alleanza ai danni dei Tayichiud. Nel 1193, Temüjin e Jamuka si divisero quando i servitori dei due campi si scontrarono per furto di cavalli. Temüjin portò con sé 41 capi tribù e 10.000 uomini di Jamuka, tra i quali il celebre condottiero Subedei degli Urianhaj, uno dei c.d. «quattro segugi» di Temüjin, e nei giorni successivi fu eletto khan dai suoi seguaci. I Tayichiud invece furono spaventati dal potere di Temüjin e si unirono a Jamuka.
Per parte sua, Jamuka radunò 30.000 uomini e si mosse in un arco da nord per fiancheggiare la posizione di Temüjin. Le due forze erano alla pari ma Temüjin riportò più danni dallo scontro e fu costretto a ritirarsi in un passaggio difendibile chiamato Jerene, lungo il corso del fiume Onon. Nonostante la vittoria di Jamuka, il duro trattamento da lui riservato ai prigionieri disgustò così tanto gli alleati che alcuni di loro disertarono a Temüjin, portando con sé 10.000 uomini. Con meno di 20.000 uomini al suo fianco, Jamuka non fu più in grado di sfidare Temüjin sull'alto corso del Hėrlėn e si ritirò ad est.

## Ascesa al potere

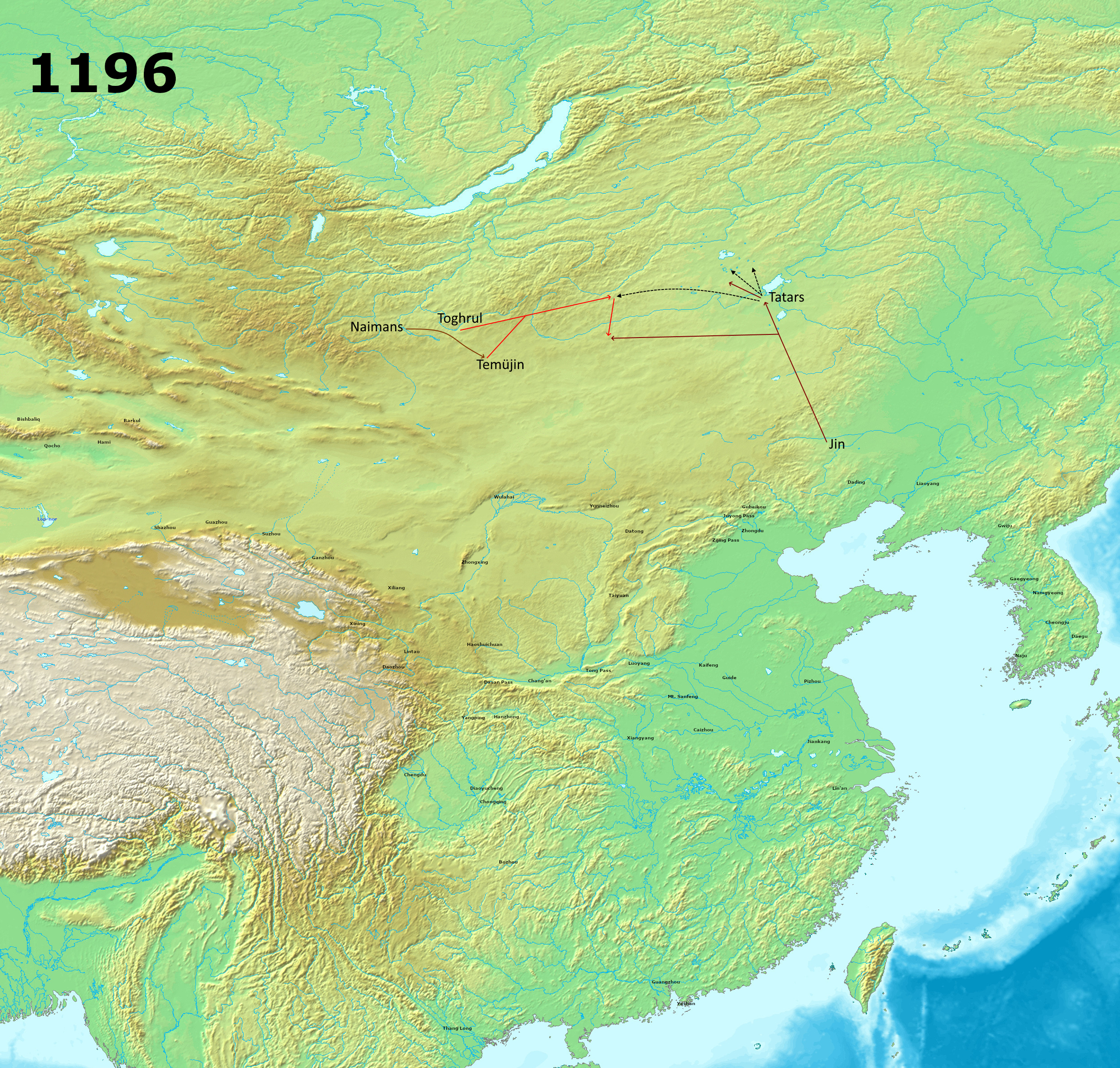
Temüjin si allea con la dinastia Jurchen Jin contro i Tatari mentre i Naiman approfittano della situazione per attaccarlo, 1196.

Dopo la sconfitta da parte di Jamuka a Dalan Baljut, Temüjin torna a sparire dalle cronache sino ad un trionfale ritorno nelle steppe al fianco dei Jīn. Alcuni storici leggono quest'intervallo di tempo come un periodo formativo per il condottiero che, vista la malaparata, avrebbe preferito farsi esule in territorio straniero nell'attesa del momento migliore per chiudere la contesa con Jamuka.

### Vittoria iniziale sui Tatari (1195-1196)
Nel 1195, la dinastia Jīn, retta dall'inetto imperatore Zhangzong (r. 1189-1208), aizzò nuovamente i Tatari contro i Mongoli prendendo questa volta a bersaglio gli Ongirrat. L'operazione militare che ne risultò fu un successo ma il khan tataro Zuxu litigò con i suoi alleati Jurchen per la distribuzione del bottino. Lo screzio degenerò in un attacco Jīn ai Tatari l'anno successivo. Il generale Jīn Wanyan Xiang inviò un distaccamento d'avanguardia sotto Wanyan Anguo verso il fiume Hėrlėn, dove hanno tenuto a bada le forze tatare per tre giorni prima che il corpo principale dell'esercito Jīn arrivasse e li sconfiggesse.
Gli Ongirrat non avevano dimenticato i loro conflitti precedenti. Il 4 febbraio 1196 colpirono in profondità nel territorio Jīn e ne sconfissero un distaccamento. Nel frattempo, i tatari in fuga dai Jīn furono intercettati da Toghrul e Temüjin. I tatari assediati scelsero di combattere in una barricata improvvisata invece che in campo aperto, probabilmente perché erano molto più deboli della forza avversaria. La conseguente mischia portò alla completa sconfitta dei tatari. Toghrul e Temüjin in seguito incontrarono i funzionari Jīn che, estremamente soddisfatti della distruzione dei tatari, li premiarono con titoli. Uno degli ufficiali Jīn, un kitai di nome Yelü Ahai, membro dell'antico clan reale che aveva fondato la dinastia Liao, rimase così colpito da Temüjin che lui e suo fratello Tuhua in seguito disertarono per unirsi a lui nel 1203.
Subito dopo la sconfitta dei Tatari, Toghrul fu rovesciato dal suo redivivo fratello, Erke Qara, scampato al massacro dei congiunti che Toghrul aveva orchestrato al principio del suo regno perché rifugiatosi presso i Naiman che ora, nella persona del khan Inanch Bilge, lo sostenevano. Una forza Naiman entrò nel territorio Kereiti ed attaccò l'accampamento di Temüjin, causando alcuni danni. Toghrul nel frattempo fuggiva alla corte di Yelü Zhilugu, Gurkhan del Kara Khitay (zh. 耶律直魯古T, Yēlǜ ZhílǔgǔP, imperatore Tianxi 天禧S, TiānxīP, lett. "Gioia celeste", di Liao r. 1178-1211), l'impero nomade dei transfughi Liao a quel tempo ormai divenuto la potenza dominante nell'Asia centrale, in cerca di supporto militare che comunque non ottenne.
Il tataro Zuxu, sconfitto, si sottomise ai Jīn salvo ribellarsi nuovamente lo stesso anno per poi sottomettersi definitivamente agli Jurchen nel 1198 e morire poco dopo. Wanyan Xiang ordinò allora la costruzione di vaste opere difensive per proteggere i sudditi Jīn nelle contrade più settentrionali dell'Impero. Nessuna ulteriore campagna Jīn contro i nomadi della steppa fu condotta con lo stesso successo di quella del 1196, né i Jīn poterono, o vollero, mettere mano agli affari dell'Altopiano poiché inizialmente fiaccati dagli strascichi d'una inondazione del Fiume Giallo (1194) e dalle susseguenti carestie e poi miopicamente risucchiati nelle nuove battute della loro secolare guerra con i Song nel sud della Cina (1206-1208).

### Consolidamento del potere (1196-1199)
Minacciato dalla crescente influenza dei Naiman, Temüjin chiese aiuto agli Jurkin (mongoli) per condurre una spedizione congiunta contro di loro. Gli Jurkin uccisero gli inviati di Temüjin e lui li attaccò nel 1196, soggiogandone la maggior parte. Tra gli Jurkin militava Mukhali che in seguito sarebbe diventato uno dei principali generali dell'Impero mongolo. Anche il fratello di Toghrul, Erke Qara, s'era unito a Temüjin dopo averlo aiutato a scacciare i Merkit, allora guidati da khan Toqto'a-Beki, antico nemico di Toghrul, scampato all'assalto portato dal Kereiti e da Temüjin contro il suo popolo nel 1191. Nel 1197 Toghrul tornò e si ristabilì come capo dei Kereiti con l'aiuto di Temüjin, mentre Erke Qara riparava presso i Naiman. Nell'inverno del 1197-1198, Temüjin eliminò i rimanenti Jurkin e giustiziò i loro capi.
Dal 1198 al 1199, Temüjin e Toghrul depredarono i Merkit di Toqto'a-Beki, spingendoli sempre più a nord, ma Toghrul scelse di non condividere il bottino con Temüjin, cosa che lo turbò molto.
L'aiuto fornito da Temüjin a Toghrul segna una svolta fondamentale nella vita del condottiero: il giovane khan, ormai indiscusso signore del Khamag Mongol, si svincola dal vassallaggio nei confronti del suo antico mentore e ne diviene un alleato alla pari. In quest'ottica, gli screzi tra i due dovuti al saccheggio dei Merkit deciso unilateralmente da Toghrul sono indice dalla strisciante disaffezione del vecchio khan nei confronti del rampante condottiero la cui personalità inizia a pesargli.

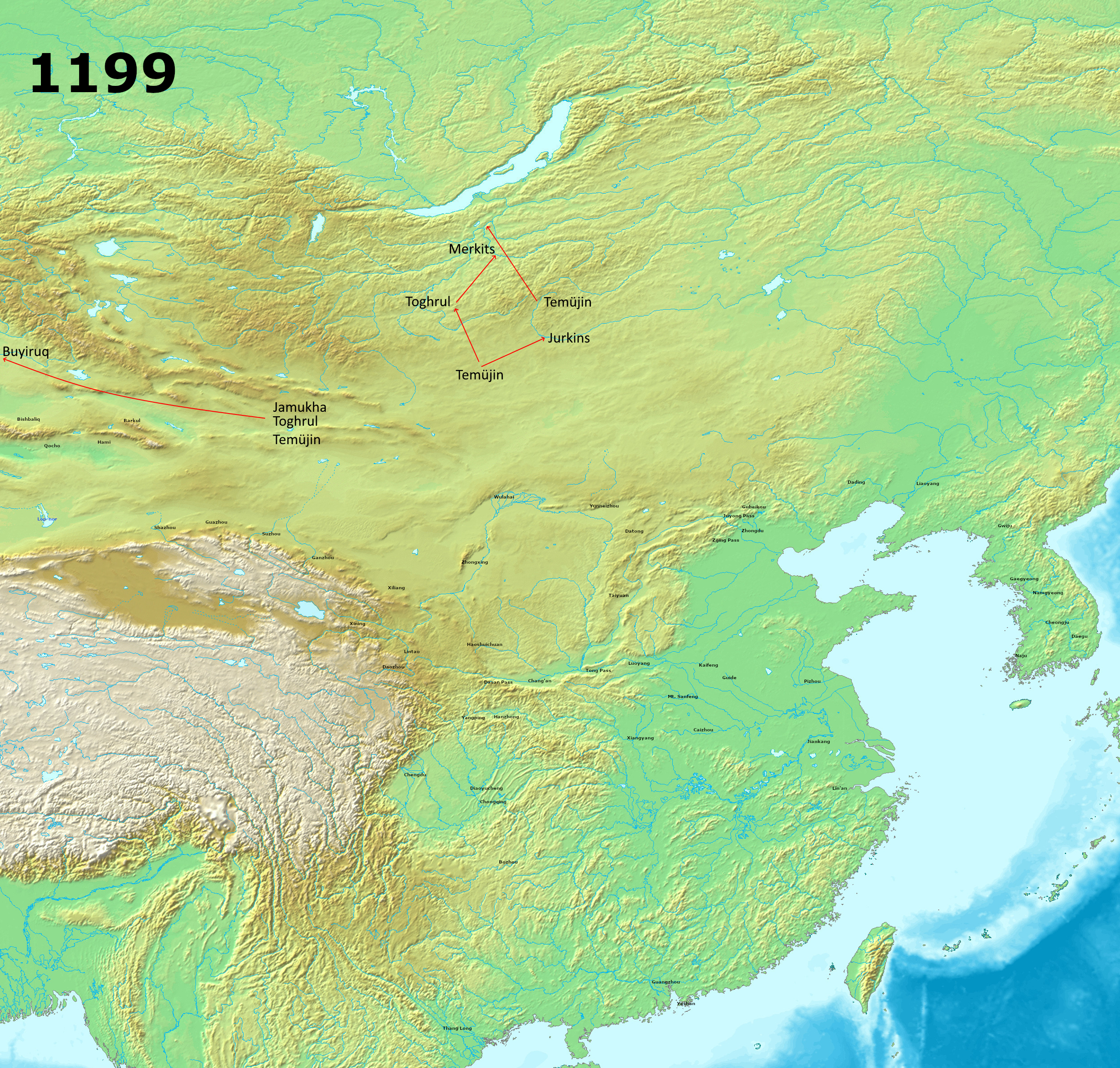
Temüjin e Toghrul guidano i Merkit più a nord e attaccano i Naiman a ovest, 1199

### Confronto con i Naiman (1199)
Inanch Bilge morì nel 1198 e divise le forze della confederazione Naiman tra i suoi due figli, Tayang Khan e Buyruq Khan. Nel 1199, Temüjin, Toghrul e Jamuka attaccarono Buyruq a ovest dei Monti Altaj. Allarmato dall'attacco, Tayang inviò in soccorso al fratello una forza al comando di Kökse Sabraq che intercettò Toghrul e prese in ostaggio metà del suo popolo. Temüjin inviò Mukhali, Borokhula, Chilaun e Bo'orchu a sostenere i Kereiti. Arrivarono in tempo per ribaltare le sorti della battaglia e sbaragliare i Naiman. Nonostante la vittoria in battaglia, le forze alleate si spostarono più a est, forse per paura che le due fazioni Naiman potessero ricongiungersi per un attacco risolutivo.

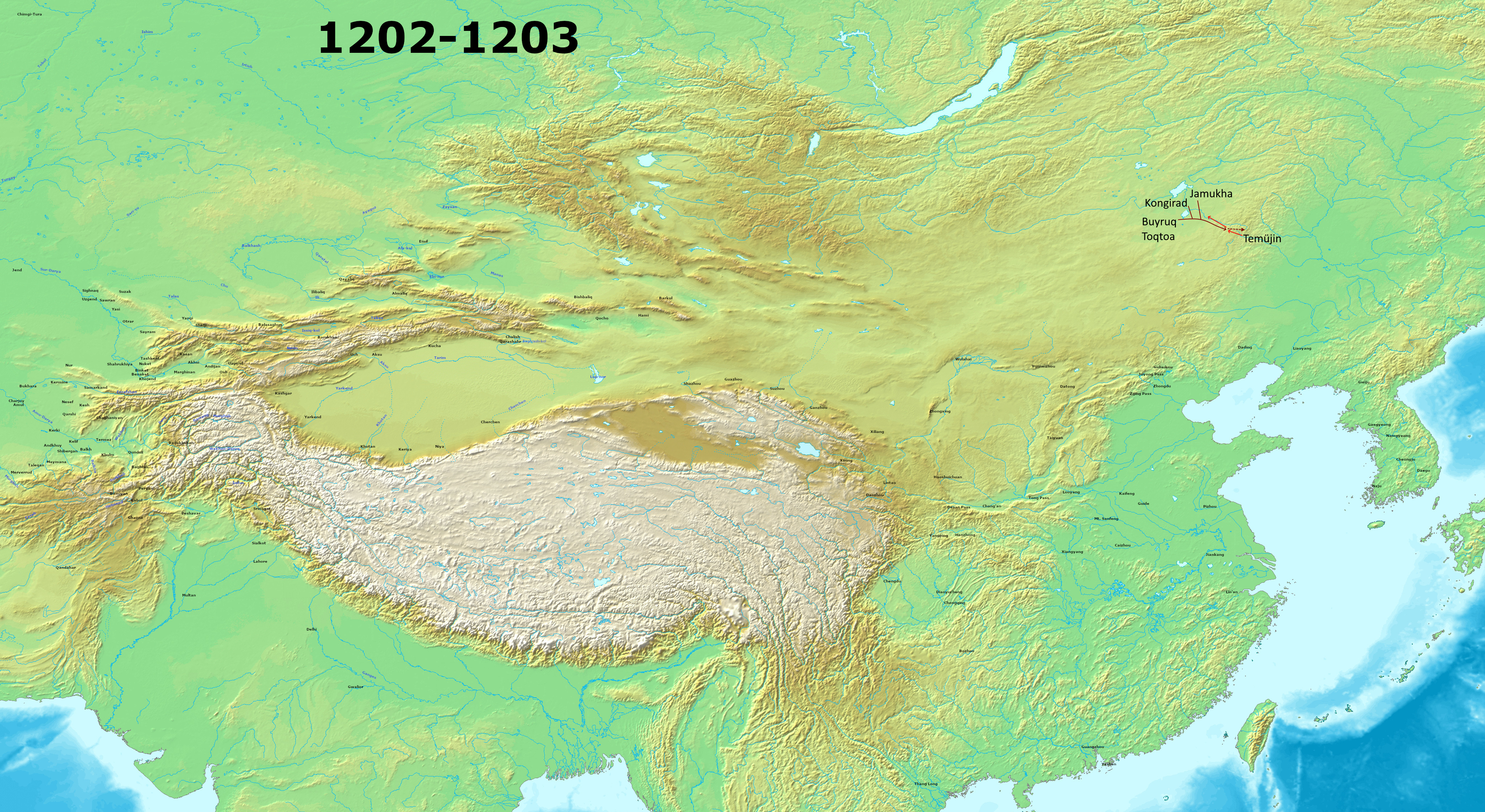
Buyruq khan riunisce una grande coalizione contro Temüjin ma l'attacco fallisce, 1202-1203

### Sconfitta di Tatari e Naiman (1200-1202)
Nel 1200, Temüjin e Toghrul migrarono verso est lungo il fiume Onon nel territorio dei Tayichiud e li sconfissero in battaglia nonostante questi si fossero alleati con i Merkit del redivivo Toqto'a-Beki. Temüjin, intento ad inseguire i fuggiaschi nemici al guado d'un fiume, fu sorpreso da un improvviso contrattacco e ferito. La battaglia continuò il giorno successivo finché i Tayichiud non furono definitivamente sconfitti. Khadagin, Salji'ut, Dorben, Tatari e Ongirrat formarono allora una coalizione contro Temüjin e Toghrul e li affrontarono in battaglia, riuscendo a farli ritirare.
Mentre Toghrul rimase inattivo per due anni, Temüjin recuperò le sue perdite e tornò a fare guerra ai Tatari e ai Dorben, mentre suo fratello Khasar attaccava gli Ongirrat. I nemici di Temüjin, in particolare gli Ongirrat, i Merkit e la recente coalizione tatara, si riunirono quindi attorno Jamuka e lo riconobbero quale loro Gurkhan (letteralmente "Supremo Khan"), il titolo dei sovrani del Kara Khitay. Le forze di Jamuka subirono però una sconfitta contro Temüjin nel 1201, provocando una breve defezione da parte degli Ongirrat prima che questi tornassero a combattere Temüjin l'anno successivo.
Nel 1202 Temüjin introdusse nuove regole per la distribuzione del bottino che scontentarono molti dei suoi parenti e li spinsero alla diserzione, privando il condottiero di circa 10.000 uomini. Nello stesso anno Temüjin finì di rastrellare i Tatari. Voleva far giustiziare tutti i prigionieri tatari, probabilmente come rappresaglia per l'assassinio di suo padre ma il suo fratellastro Belgutei fece trapelare l'informazione ai prigionieri che si staccarono e si barricarono su una collina. Anche il fratello di Temüjin, Khasar, la cui moglie era tatara, nascose 500 prigionieri che avrebbero dovuto essere uccisi. Temüjin eliminò i khan dei tatari e incorporò nella sua armata alcuni loro guerrieri, tra i quali il celebre Jebe, un altro dei «quattro segugi» di Temüjin.
Buyruq Khan riunì una coalizione di 70.000 uomini che includeva anche Jamuka e i mongoli Oirati della occidentale Zungaria (al confine tra lo Xinjiang cinese, la Mongolia occidentale ed il Kazakistan orientale). Insieme avanzarono incontro a Temüjin e Toghrul, accampati sulle sponde del Bujr nuur. Temüjin e Toghrul spostarono le loro forze dietro le fortificazioni difensive dei Jīn. Le forze di entrambe le parti furono disperse e il tempo prese una brutta piega con forti nevicate e vento che soffiava sul campo di battaglia. Buryuq decise di ritirarsi ma a un certo punto rimase bloccato in un campo aperto. L'esercito della coalizione entrò in confusione e Jamuka ne approfittò per saccheggiare le salmerie dei suoi alleati. Questa divenne nota come la battaglia di Köyiten.
La sconfitta e l'annessione della confederazione tatara nella schiera di Temüjin ridusse le confederazioni della steppa a tre: la sua (ad est); quella dei Naiman (a ovest); ed i Kereiti di Toghrul Khan (nel centro).

## La contesa del potere

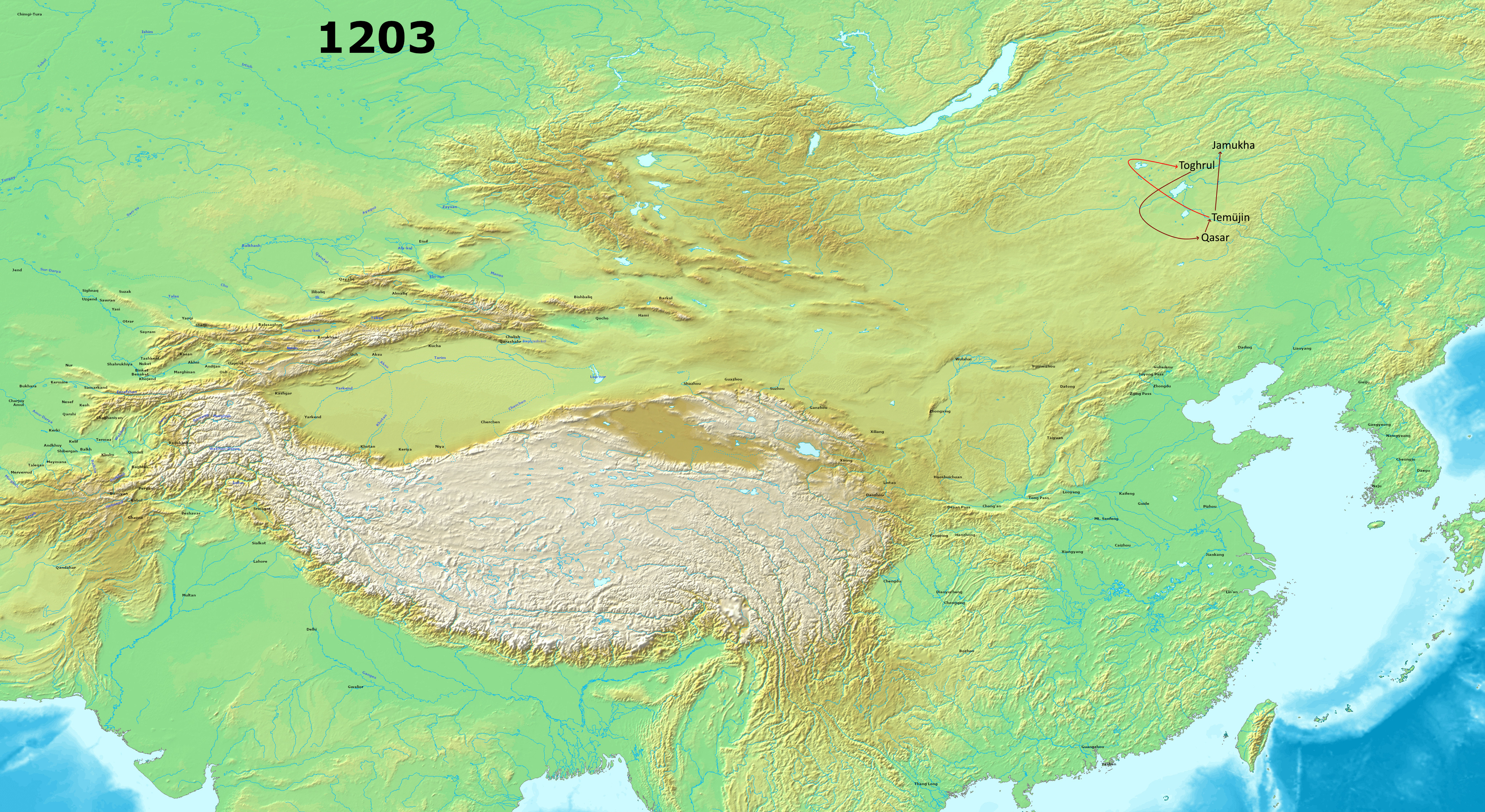
Toghrul attacca Temüjin con successo iniziale ma i suoi alleati lo tradiscono e la situazione si ribalta, 1203

### Toghrul (1203)
Il figlio di Toghrul, Senggüm, convinse l'ormai settantenne genitore a tradire una volta per tutte Temüjin. Pianificarono d'assassinarlo in un'imboscata mentre si recava a un matrimonio tra le due famiglie (Jochi, figlio di Temüjin, avrebbe sposato una delle figlie di Toghrul) per cementarne l'alleanza ma un Kereiti avvertì Temüjin, rovinando il complotto. Ne seguì una battaglia con Toghrul ed il redivivo Jamuka che presero l'offensiva attaccando Khasar e sconfiggendone l'esercito. Khasar fuggì ma la maggior parte della sua famiglia fu catturata. Toghrul e Jamuka avanzarono incontro a Temüjin, sorprendendolo da sud, ma lui riuscì a spostarsi in un ristretto campo di battaglia che annullò la superiorità numerica del nemico. Senggüm fu ferito in battaglia, gettando le sue forze nella confusione e permettendo a Temüjin di ritirarsi. Toghrul decise di non inseguirlo e tornò al suo accampamento. Questo divenne nota come la battaglia delle sabbie di Qalaqaljit.
Jamuka e gran parte degli alleati di Toghrul decisero di separarsi da lui. Quando il vecchio khan lo scoprì, li attaccò e alcuni di loro disertarono a Temüjin. Nell'autunno del 1203, la situazione tra le due parti era stata ribaltata, le forze di Temüjin contavano più di 40.000 mentre Toghrul ne aveva appena la metà. Temüjin esplorò il campo di Toghrul con false pretese di defezione da parte di Khasar. Quando la posizione di Toghrul fu accertata, l'esercito di Temüjin cavalcò nella notte e circondò l'accampamento dei Kereiti che resistettero per tre giorni prima d'arrendersi. Toghrul fuggì dalla battaglia solo per essere ucciso da un Naiman chiamato Qori Sübeči che non credeva alla sua identità, mentre Senggüm riparò nei territori della dinastia Xia occidentale.
Come già fatto per i tatari, Temüjin assorbì nella propria tribù i Kereiti superstiti, suggellando anche alleanze matrimoniali con loro.

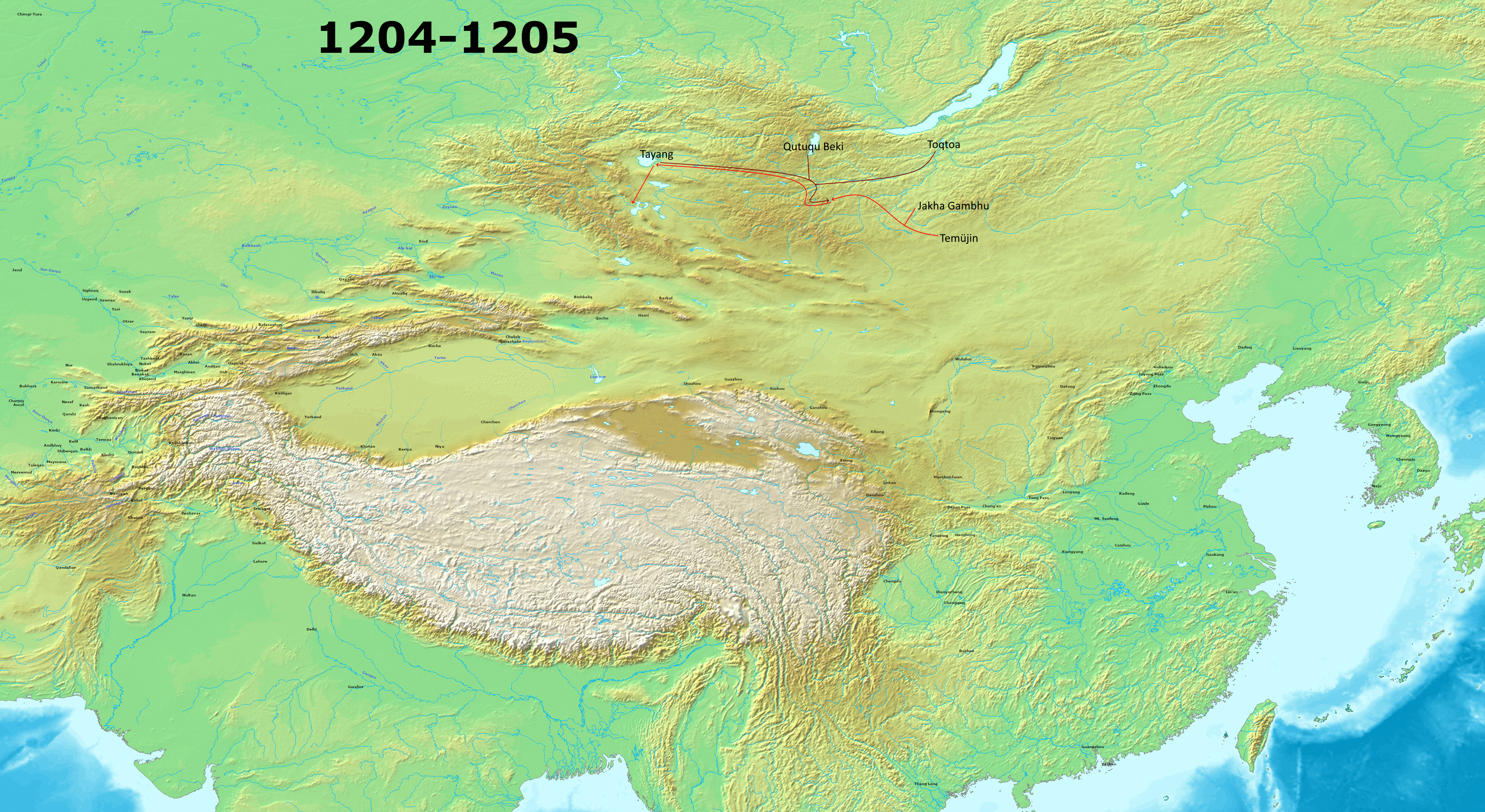
Temüjin sconfigge i Naiman di Tayang Khan, 1204-1205

### Tayang (1204)
Caduto Toghrul, Jamuka radunò intorno a sé i superstiti Merkit e Kereiti e s'unì ai Naiman di Tayang Khan per opporsi a Temüjin. Temüjin aveva allora 66.000 combattenti e ne spostò la maggior parte a ovest nel maggio 1204, per affrontare Tayang in quella che divenne nota come la battaglia di Chakirmaut. Presumibilmente, gli esploratori Naiman non erano impressionati dalla qualità delle truppe di Temüjin ma il loro khan voleva ritirarsi oltre gli Altaj per costringere il nemico ad una guerra di logoramento. Il figlio di Tayang, Kuchlug, così come il suo alto ufficiale, si opposero e convinsero il khan all'offensiva. Le forze della coalizione attraversarono il fiume Orhon ma tornarono ai piedi d'una montagna dopo aver incontrato le forze di Temüjin. Temüjin ordinò al suo esercito di stare in formazione di battaglia "lacustre" e di combattere una battaglia "a scalpello". Il suo esercito dilatò in una lunga fila come per aggirare i Naiman che risposero disperdendo anche le proprie forze. Dopo aver ingannato i Naiman, facendogli credere che stava per eseguire una manovra di fiancheggiamento, Temüjin guidò un assalto frontale seguito dall'esercito principale guidato da Khasar, respingendo i Naiman su una montagna. Jamuka abbandonò i Naiman che rifiutarono l'offerta di resa di Temüjin e combatterono per un altro giorno finché non furono tutti uccisi. Tayang khan cadde in battaglia. Kuchlug, lasciato a difendere un accampamento arretrato, saputo della vittoria di Temüjin fuggì con alcuni seguaci.

### Toqto'a-Beki (1205)
I Merkit di Toqto'a-Beki fuggirono a sud-ovest di Hovd e si spostarono ancora più a ovest quando Temüjin mosse contro di loro. Toqto'a-Beki e Kuchlug si unirono a Buyruq Khan a ovest dell'Altaj. Gli Uvas Merkit cercarono di disertare a Temüjin ma lui li considerò troppo deboli per essere utili e li rifiutò, quindi si sono ribellati e hanno portato con sé alcune provviste. La coalizione Merkit-Naiman fu intercettata da Temüjin ad ovest dell'Altaj e sconfitta: Toqto'a-Beki e Kuchlug fuggirono allora lungo il fiume Erdis e Kuchlug riparò nel Semireč'e, passando poi nel Kara Khitay ove avrebbe seguitato a tessere trame contro Temüjin (v.si Conquista mongola del Kara Khitay 1216-1218) mentre Toqto'a-Beki trovò la morte sul campo di battaglia. Gli altri Merkit si arresero o furono uccisi nel 1205. Tra i prigionieri figurò la principessa naiman Töregene Khatun, secondo alcuni fresca vedova del figlio di Toqto'a-Beki, che fu data in sposa a Ögedei, figlio terzogenito di Temüjin, e futura reggente dell'Impero mongolo quando suo marito morì nel 1241.
Jamuka fu finalmente catturato poco dopo la rotta dei Merkit-Naiman, pare per il tradimento di alcuni suoi seguaci, e consegnato a Temüjin: secondo la Storia segreta dei Mongoli, cap. VIII § 200-201 convinse il suo vecchio anda a dargli una morte onorevole, mentre secondo altre fonti fu smembrato.

### Senggum e la razzia contro gli Xia occidentali (1205)

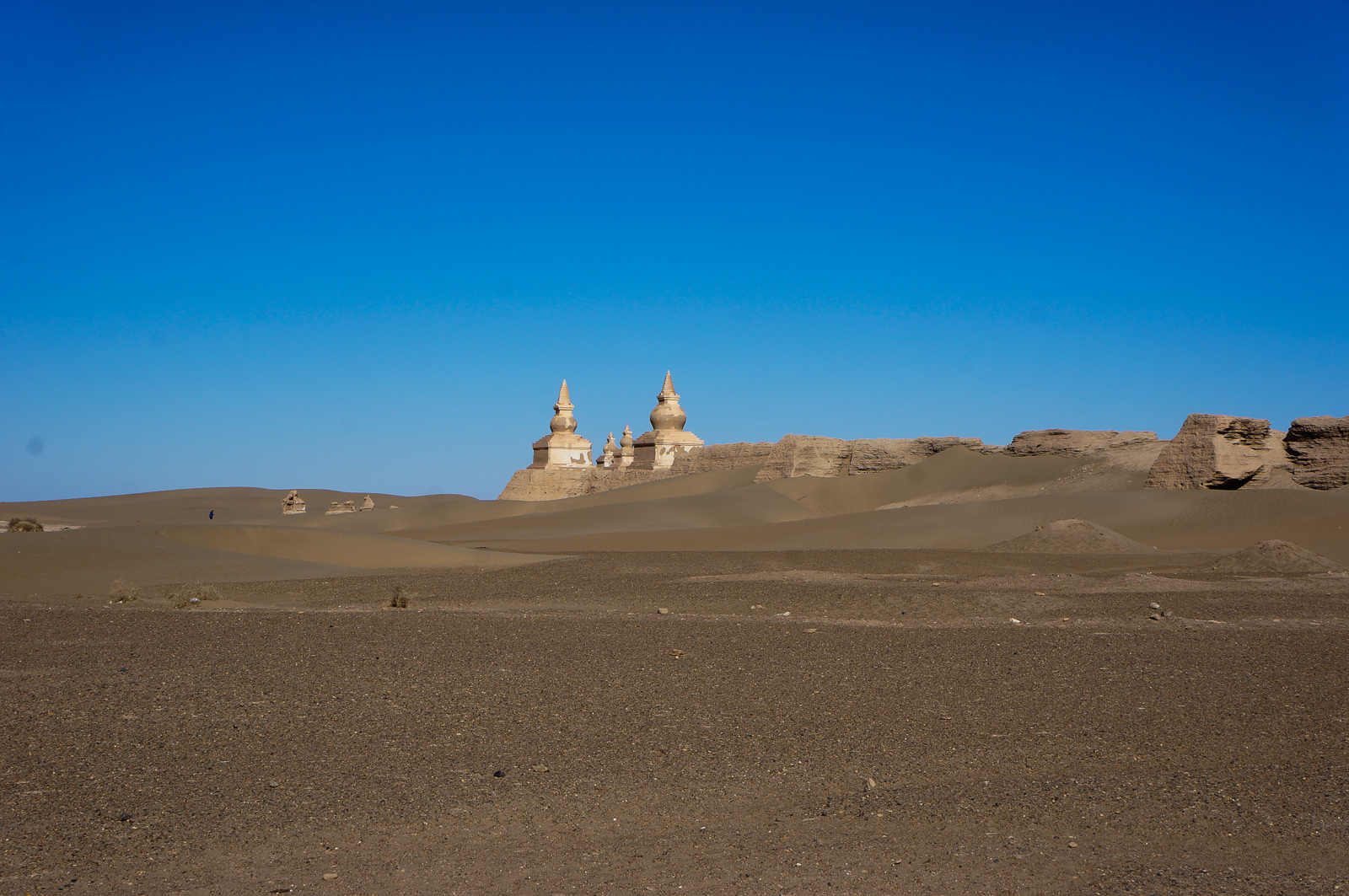
Le rovine di Khara-Khoto, fiorente centro commerciale nel Gobi.

Nell'aprile del 1205, Temüjin fece anche la sua prima grande incursione contro una potenza non mongola, la dinastia Xia occidentale o Impero tangut, occupante terre dell'allora smembrato Impero cinese. Il kitano Yelü Ahai che aveva disertato a Temüjin dai Jīn un paio d'anni prima aprì la strada, ufficialmente alla ricerca di Senggum, il figlio di Toghrul. I mongoli attaccarono il fiorente avamposto commerciale di Khara-Khoto, nella striscia di Ejin (attuale territorio della Lega dell'Alxa, Mongolia Interna occidentale) del deserto del Gobi, e proseguirono saccheggiando gli insediamenti tanguti di confine, ove un nobile Xia locale arrivò addirittura ad accettare di sottomettersi a Temüjin. Gli eserciti Xia non osarono combattere i mongoli in campo aperto e non si mossero contro di loro. I mongoli operarono incontrastati, saccheggiando l'aperta campagna e distruggendo alcune fortificazioni. Passati nel Gansu, durante un'incursione a Ganzhou (l'odierna Zhangye), i mongoli catturarono il figlio del comandante della città: questo giovane ragazzo si unì a Temüjin, prese un nome mongolo, Chagaan, e salì di grado nell'esercito mongolo sino a diventare comandante della guardia personale di Temujin stesso (v. seguito).
Dopo il ritiro di Temüjin, in giugno, gli Xia ricostruirono i luoghi distrutti e, in dicembre, organizzarono un contrattacco che si risolse però con un nulla di fatto. Subito dopo, Senggum fu ucciso in battaglia.

## Gengis Khan (1206)

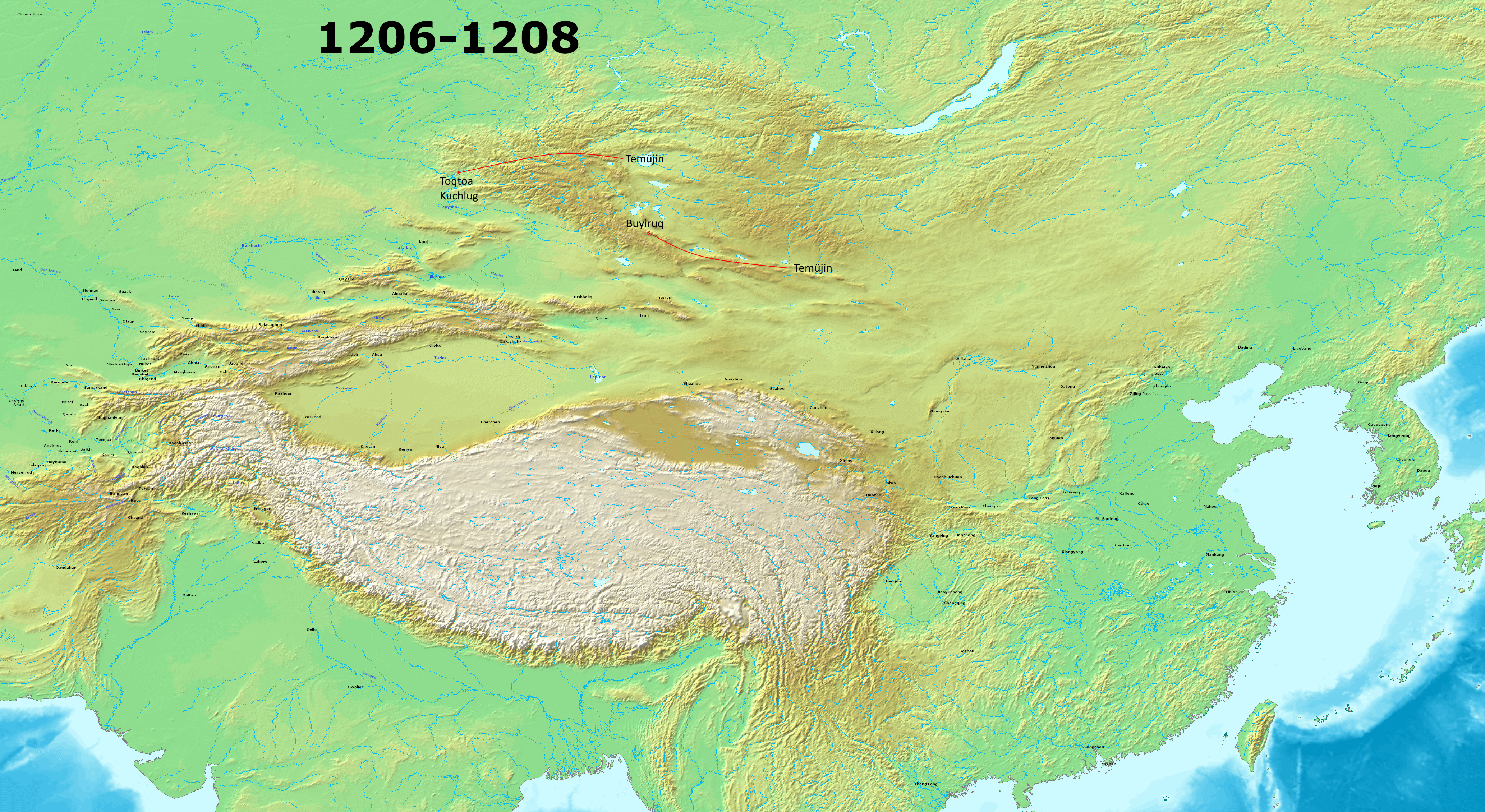
Temüjin finisce i Merkit e i Naiman, 1206-1208.

Nell'estate del 1206, radunato un grande kuriltai, il concilio politico-militare dell'aristocrazia mongolo-altaica, presso il fiume Onon, lo sciamano Kokochu proclamò Temüjin Gengis/Chinggis Khan (lett. "Sovrano Universale") del "Grande stato mongolo" (mo. Yekhe Mongol Ulus). L'inverno successivo, Temüjin tese un'imboscata a Buyruq Khan mentre era a caccia e lo uccise.
Gengis riorganizzò la società mongola in una forza militare basata su chiliarchie note come minghaan. Queste non erano solo unità militari ma anche unità domestiche e utilizzate a fini fiscali. I membri della famiglia Borjigin, da allora chiamata Altan urugh (lett. "Ramo dorato"), ricevettero appannaggi ed il comando sui minghaan dell'esercito-nazione. Un'unità di 10.000 guardie del corpo nota come Kheshig fu formata dai figli dei comandanti per garantire la loro lealtà a Temüjin. Nel 1206, la forza complessiva dell'armata mongola riportata nella Storia segreta dei Mongoli era di 96.000 unità.
Nel 1207, Gengis inviò suo figlio Joci a sottomettere gli Oirati e i turchi Kirghisi a ovest del Lago Bajkal: si sottomisero volontariamente, aggiungendo 20.000 guerrieri all'esercito mongolo. Gengis, per parte sua, guidò un'altra incursione nello Xia occidentale, invadendo l'Altopiano dell'Ordos e saccheggiando Wuhai, la principale guarnigione lungo il Fiume Giallo, prima di ritirarsi nel 1208 per pianificare le mosse successive.

L'invasione mongola dell'Eurasia era iniziata.

### Esplicative
1. ↑  Il dibattito circa la corretta etnia dei Merkit, se mongola o turca, è ancora oggi dibattuta tra gli storici - v.si Atwood 2004.
2. ↑  La storia del rapimento di Hoelun è riportata nella Storia segreta dei Mongoli, cap. 1 § 54-56 ma le fonti tarde eliminano nel racconto degli eventi il rapimento - v.si Man 2006, p. 55.
3. ↑  Unica eccezione il sito di Ordu-Baliq, capitale prima dei Göktürk e poi degli Uiguri, edificato secondo dettami architettonici cinesi riconducibili al gusto Tang: un quadrilatero di 32 kmq con mura alte 10 m, palazzi/templi, una cittadella di 12 m, uno stupa di 14 m ecc. - (DE, MN) Hans-Georg Hüttel e Erdenebat Ulambayar, Karabalgasun und Karakorum - Zwei spätnomadische Stadtsiedlungen im Orchon-Tal, Ulan Bator, 2009,  p. 18.
4. ↑  Menzione della sospetta paternità di Joci si trova solo nella Storia segreta dei Mongoli e viene volutamente obliata nelle fonti successive perché lesiva per l'immagine della dinastia gengiscanide e, soprattutto, dei Khan dell'Orda d'Oro diretti discendenti del primogenito di Gengis - v.si Sverdrup 2017, p. 42, Ratchnevsky 1991, pp. 34-35, May 2018, pp. 30-31 ecc.
5. ↑  I cronisti dinastici gengiscanidi, es. Rashid al-Din, tacciono la sconfitta di Temüjin a Dalan Baljut ed anzi presentano lo scontro come una sua vittoria, salvo poi contraddirsi - Ratchnevsky 1991, pp. 44-47.
6. ↑  Fu in quest'occasione che Toghrul ottenne il titolo di 王汗S, Wang KhanP, lett. "Re Khan" - Storia segreta dei Mongoli, cap. 4 § 134.
7. ↑  Si tratta di strutture difensive posizionate più a nord del tracciato della Grande muraglia cinese, da non confondersi con la stessa - v.si (EN) Arthur Waldron, The Great Wall Myth: Its Origins and Role in Modern China, in The Yale Journal of Criticism, vol. 2, 1988,  pp. 67-104. (EN) Arthur Waldron, The Problem of The Great Wall of China, in Harvard Journal of Asiatic Studies, vol. 43, 1983,  pp. 643-663, DOI:10.2307/2719110, JSTOR 2719110.

### Bibliografiche
1. ↑   Storia segreta dei Mongoli, in Treccani.it – Enciclopedie on line, Roma, Istituto dell'Enciclopedia Italiana.
2. ↑  Ratchnevsky 1991, pp. xiv-xv.
3. ↑  Sverdrup 2017, p. xiv.
4. ↑  Ratchnevsky 1991, p. xiii.
5. 1 2  (EN) Elina-Qian Xu, Historical Development of the Pre-dynastic Khitan, Publications of the Institute for Asian and African Studies, vol. 7., University of Helsinki, 2005,  pp. 179-183, ISBN 9521004983.
6. ↑  Twitchett 1994, p. 329.
7. ↑  Storia segreta dei Mongoli, cap. 1 § 1.
8. ↑  Storia segreta dei Mongoli, cap. 1 § 42.
9. ↑  Twitchett 1994, p. 330.
10. ↑  Twitchett 1994, p. 331.
11. 1 2 3 4  Barfield 1992, p. 184.
12. ↑  Storia segreta dei Mongoli, cap. 1 § 53.
13. ↑  May 2018, p. 41.
14. ↑  (EN) Lindsey Stephen Pow, Deep Ditches and Well-built Walls: A Reappraisal of the Mongol Withdrawal from Europe in 1242, University of Calgary, 27 settembre 2012, DOI:10.11575/PRISM/25533. URL consultato il 10 febbraio 2021.
15. 1 2 3  Broadbridge 2018, pp. 43-72.
16. ↑  Ratchnevsky 1991, pp. 14-15.
17. ↑  Twitchett 1994, p. 333.
18. ↑  Franke 1994, p. 234.
19. 1 2  (EN) Michal Biran, The Empire of the Qara Khitai in Eurasian History: Between China and the Islamic World, Cambridge Studies in Islamic Civilization, Cambridge University Press, 2005, ISBN 0-521-84226-3.
20. ↑   The Xianbei: A Chinese Dynasty Emerges from Nomadic Warriors of the Steppe | Ancient Origins, su ancient-origins.net. URL consultato il 12 marzo 2019.
21. ↑  (EN) The Lost Empire of Western Xia www.angelfire.com
22. 1 2  Allsen 1994, p. 321.
23. ↑  (EN) Walter Pohl, The Avars: A Steppe Empire in Central Europe, 567-822, Ithaca e Londra, Cornell University Press, 2018, ISBN 978-15-01-72940-9.
24. ↑  Storia segreta dei Mongoli, cap. V § 150.
25. ↑  Storia segreta dei Mongoli, cap. 1 § 67-68.
26. ↑  Mote 2003, pp. 415-416.
27. ↑  Mote 2003, p. 419.
28. ↑  Twitchett 1994, p. 335.
29. ↑  Storia segreta dei Mongoli, cap. 1 § 40.
30. ↑  Atwood 2004, p. 259.
31. ↑  Storia segreta dei Mongoli, cap. 2 § 94.
32. 1 2  Sverdrup 2017, p. 43.
33. ↑  de Hartog 2004, pp. 14-15.
34. ↑  Ratchnevsky 1991, pp. 32-33.
35. ↑  May 2018, pp. 28-29.
36. 1 2  Sverdrup 2017, p. 46.
37. ↑  Storia segreta dei Mongoli, cap. 3 § 123-126.
38. ↑  May 2018, p. 31.
39. ↑  Ratchnevsky 1991, pp. 38-41.
40. ↑  Sverdrup 2017, p. 47.
41. ↑  Storia segreta dei Mongoli, cap. 4 § 129.
42. ↑  Ratchnevsky 1991, pp. 46-47.
43. 1 2  May 2018, p. 32.
44. ↑  Sverdrup 2017, p. 49.
45. ↑  Ratchnevsky 1991, pp. 49-50.
46. ↑  Sverdrup 2017, p. 51.
47. ↑  Storia segreta dei Mongoli, cap. 4 § 133.
48. ↑  Sverdrup 2017, p. 52.
49. ↑  Storia segreta dei Mongoli, cap. V § 151.
50. 1 2  Sverdrup 2017, p. 53.
51. ↑  Franke 1994, pp. 245-247.
52. ↑  Franke 1994, pp. 247-249.
53. ↑  Storia segreta dei Mongoli, cap. 4 § 136.
54. ↑  Storia segreta dei Mongoli, cap. 4 § 137.
55. 1 2  Sverdrup 2017, p. 56.
56. ↑  Sverdrup 2017, p. 57.
57. ↑  Ratchnevsky 1991, pp. 52-53.
58. ↑  Sverdrup 2017, p. 62.
59. ↑  Sverdrup 2017, p. 66.
60. ↑  Storia segreta dei Mongoli, cap. 4 § 141.
61. ↑  Sverdrup 2017, p. 68.
62. ↑  Sverdrup 2017, p. 70.
63. ↑  Ratchnevsky 1991, pp. 63-67.
64. ↑  de Hartog 2004, pp. 21-22.
65. ↑  Storia segreta dei Mongoli, cap. V § 154.
66. ↑  Storia segreta dei Mongoli, cap. IV § 143-146.
67. ↑  Sverdrup 2017, p. 74.
68. ↑  May 2018, p. 36.
69. ↑  Storia segreta dei Mongoli, cap. V § 168-169.
70. ↑  Storia segreta dei Mongoli, cap. VI.
71. ↑  Sverdrup 2017, p. 78.
72. ↑  May 2018, pp. 36-37.
73. 1 2  Atwood 2004, p. 98.
74. ↑  Ratchnevsky 1991, pp. 67-70.
75. ↑  Storia segreta dei Mongoli, cap. VI § 188.
76. ↑  Sverdrup 2017, p. 79.
77. 1 2  May 2012, p. 1211.
78. 1 2  Atwood 2004, p. 590.
79. 1 2 3  de Hartog 2004, p. 59.
80. ↑  Ratchnevsky 1991, pp. 78-80.
81. ↑  Lane 2004, pp. 26-27.
82. ↑  Storia segreta dei Mongoli, cap. VII § 194-196.
83. ↑  Sverdrup 2017, pp. 81-83.
84. ↑  Ratchnevsky 1991, pp. 83-86.
85. ↑  Storia segreta dei Mongoli, cap. VII § 197.
86. ↑  Sverdrup 2017, p. 87.
87. ↑  Storia segreta dei Mongoli, cap. VIII § 198 e cap. X § 237.
88. 1 2  Storia segreta dei Mongoli, cap. VIII § 198.
89. ↑  Sverdrup 2017, p. 84.
90. ↑  Atwood 2004, p. 544.
91. ↑  Broadbridge 2018, pp. 164-194.
92. ↑  Ratchnevsky 1991, pp. 86-88.
93. ↑  (EN) J. Bor, Mongol hiigeed Eurasiin diplomat shashtir, II,  p. 204.
94. ↑  Man 2006, p. 212.
95. ↑  Man 2006, p. 213.
96. ↑  Sverdrup 2017, p. 85.
97. ↑  May 2018, p. 60.
98. ↑  Storia segreta dei Mongoli, cap. X § 239.
99. ↑  Peers 2015, p. 29.
100. ↑  Rossabi 2009, p. 156.

### Fonti
- (MN) Монголын Нууц Товчоо (Mongolyn Nuuc Tovčoo) [Storia segreta dei Mongoli], 1240. ed.  Sergei Kozin (a cura di), Storia segreta dei Mongoli, traduzione di M. Olsùfieva, Guanda, 2021, ISBN 9788823525818.
- Rashid al-Din Hamadani, Jami' al-tawarikh, XIV secolo. ed. (EN) Rashid al-Din Hamadani, The Successors of Genghis Khan, traduzione di John Andrew Boyle, Columbia University Press, 1971.
- (ZH) Song Lian (a cura di), 元史S, Yuán ShǐP, lett. "Storia di Yuan" [Storia degli Yuan], Ventiquattro Storie, 1370.

### Studi
In italiano
- John Man, Gengis Khan, Arnoldo Mondadori Editore, 2006  [2004], ISBN 978-88-04-55555-1.

In altre lingue
- (EN) Thomas Allsen, The rise of the Mongolian empire and Mongolian rule in north China, in Denis C. Twitchett, Herbert Franke e John King Fairbank (a cura di), The Cambridge History of China: Volume 6, Alien Regimes and Border States, 710–1368, Cambridge University Press, 1994,  pp. 321-413, ISBN 978-0-521-24331-5.
- (EN) Christopher P. Atwood, Encyclopedia of Mongolia and the Mongol Empire, Facts On File, 2004.
- (EN) Thomas Jefferson Barfield, The perilous frontier: nomadic empires and China, Blackwell Publishing, 1992, ISBN 978-1-55786-324-9.
- (EN) Anne F. Broadbridge, Women and the Making of the Mongol Empire, Cambridge University Press, 2018, ISBN 978-1-108-63662-9.
- (EN) Leo de Hartog, Genghis Khan: Conqueror of the World, New York City, I.B. Tauris, 2004  [1979], ISBN 1860649726.
- (EN) Herbert Franke, The Chin dynasty, in Denis C. Twitchett, Herbert Franke e John K. Fairbank (a cura di), The Cambridge History of China: Volume 6, Alien Regimes and Border States, 710–1368, Cambridge University Press, 1994,  pp. 215-320, ISBN 978-0-521-24331-5.
- (EN) George Lane, Genghis Khan and Mongol Rule, Greenwood Publishing Group, 2004, ISBN 978-0-313-32528-1.
- (EN) Timothy May, The Mongol Empire, Edinburgh University Press, 2018.
- (EN) Timothy May, The Mongol Conquests in World History, Londra, Reaktion Books, 2012, ISBN 9781861899712.
- (EN) F. W. Mote, Imperial China: 900–1800, Harvard University Press, 2003, ISBN 978-0674012127.
- (EN) Chris Peers, Genghis Khan and the Mongol War Machine, Pen & Sword Military, 2015.
- (EN) Paul Ratchnevsky, Genghis Khan: His Life and Legacy, traduzione di Thomas Haining, Oxford, Blackwell Publishing, 1991, ISBN 978-06-31-16785-3.
- (EN) William Rossabi, Genghis Khan and the Mongol empire, Seattle, University of Washington Press, 2009, ISBN 978-9622178359.
- (EN) Carl Fredrik Sverdrup, The Mongol Conquests: The Military Operations of Genghis Khan and Sube'etei, Helion & Company Limited, 2017.
- (EN) Denis Twitchett, The Liao, in The Cambridge History of China, Volume 6, Alien Regime and Border States, 907-1368, Cambridge, Cambridge University Press, 1994,  pp. 43-153, ISBN 0521243319.